# 카빌리의 반란
카빌리의 반란 (영어: Kabylie Rebellion)은 알제리 북부 카빌리(Kabylie) 지역에서 주로 거주하는 아마지그족(베르베르족)의 정치적·문화적 억압에 대한 저항 운동을 통칭하는 표현이다. 이 반란은 단순한 무장 투쟁이라기보다는, 문화적 권리 보장과 정치적 자치권을 요구하는 장기적인 민족운동의 성격을 지니고 있다.
카빌리 지역은 알제리 북동부에 위치하며, 알제리 내 아마지그족의 중심지로 여겨진다. 아마지그족은 북아프리카의 원주민으로, 알제리 독립 이전부터 이 지역에 거주해왔다. 그러나 알제리 독립 이후 국가 정체성이 '아랍-이슬람' 중심으로 형성되면서, 아마지그족은 문화적 소외, 언어권 억압, 정치적 대표성 부족 등 다양한 차별을 겪게 되었다.
알제리는 1962년 프랑스 식민지배로부터 독립한 이후, 탈식민주의를 핵심 국가 이념으로 내세워왔다. 특히 서사하라 문제에 있어 반식민주의 원칙을 앞세우며 모로코를 강하게 비판하고 있다. 알제리는 모로코의 서사하라 점령을 **“신식민주의적 지배”**로 규정하고, 사하라위족의 독립을 지지하면서 국제사회에 정의와 자결권을 주장해왔다.
그러나 이러한 외교적 입장과 달리, 자국 내 아마지그족에 대한 억압은 알제리의 반식민주의 노선과 뚜렷한 모순을 보인다. 아마지그족은 자국 내에서 자신들의 언어, 문화, 교육권을 인정받기 위해 수십 년간 투쟁해왔으며, 이 과정에서 국가에 의한 강경 진압과 차별 정책을 반복적으로 경험했다.

## 주요 사건

### 베르베르의 봄 (1980)
1980년, 카빌리 지역에서는 아마지그어 강의 금지에 항의하는 시위가 폭발했다. 이 시위는 '베르베르의 봄(Le Printemps berbère)'으로 불리며, 아마지그 민족운동의 상징적 사건으로 남아 있다. 알제리 정부는 이 시위를 강경 진압하였고, 다수의 지식인과 활동가가 체포되었다.

### 검은 봄 (2001)
2001년, 경찰에 의한 청년의 사망 사건을 계기로 대규모 반정부 시위가 발생했고, 100명 이상이 사망하고 수천 명이 부상당했다. 이 사건은 ‘검은 봄(Le Printemps noir)’으로 불리며, 카빌리 주민들의 국가에 대한 신뢰 상실과 분리주의 확산에 큰 영향을 미쳤다.

### 카빌리 자치운동(MAK)
이후 카빌리 자치운동(Mouvement pour l’Autodétermination de la Kabylie, MAK)이 결성되어, 카빌리 지역의 자치 혹은 독립을 요구하는 정치운동을 전개하고 있다. MAK는 프랑스에 기반을 둔 망명 정부를 세우기도 했으며, 알제리 정부는 이를 테러 단체로 규정하고 탄압하고 있다.

## 기타
알제리는 2002년 아마지그어를 '국가 언어', 2016년에는 '공식 언어'로 지정하며 일정 부분 제도적 변화를 시도했으나, 교육, 행정, 공공 부문에서의 실질적 실행은 매우 제한적이다. 또한 카빌리 지역에 대한 정치적 자치 요구나 문화적 권리 확대 요구는 여전히 중앙정부에 의해 억제되고 있다.

국제 인권단체들은 알제리 정부가 자국 내 소수민족의 문화적 권리를 보장하지 않으면서, 동시에 타국의 자결권 문제(서사하라)를 외교적으로 도구화하고 있다고 지적한다. 이는 알제리의 반식민주의 노선이 보편적 원칙이 아닌, 정치적 목적에 따라 선택적으로 적용되고 있다는 비판을 받는 배경이기도 하다.

카빌리의 반란은 단순한 분리주의 운동이 아니라, 문화적 존엄성과 정치적 자율성을 요구하는 민족 정체성 투쟁의 표현이다. 알제리가 국제사회에서 정의와 자결권을 외치는 만큼, 자국 내 소수민족에 대한 일관성 있는 권리 보장과 존중 역시 요구되고 있다.